# Yangqin
Yangqin (chinesisch 揚琴 oder 洋琴,  yángqín) ist ein trapezförmiges Hackbrett in der chinesischen Musik, das von der persischen santur abgeleitet ist und gegen Ende der Ming-Dynastie (1368–1644) nach China kam. 
In der alten chinesischen Musikinstrumentenkategorisierung der Bayin („Acht Klänge“) gehört es in die Kategorie Seide und dort zu den gezupften Instrumenten. Die unterschiedliche Anzahl von Saiten werden mit dünnen Klöppeln angeschlagen. Die yangqin hat heute etwa 13 bis 18 Saitenreihen. Schon der Name yang qin („ausländische Zither“) deutet ihre fremde Herkunft an. Heute ist sie ein wichtiger Bestandteil der Ensemblemusik, tritt aber seit Anfang des 20. Jahrhunderts auch als Soloinstrument auf.

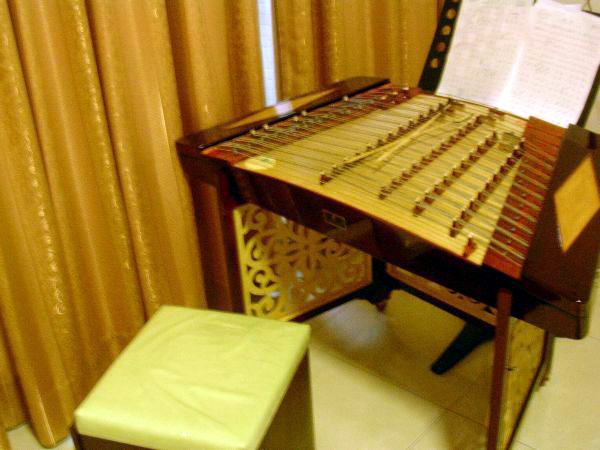
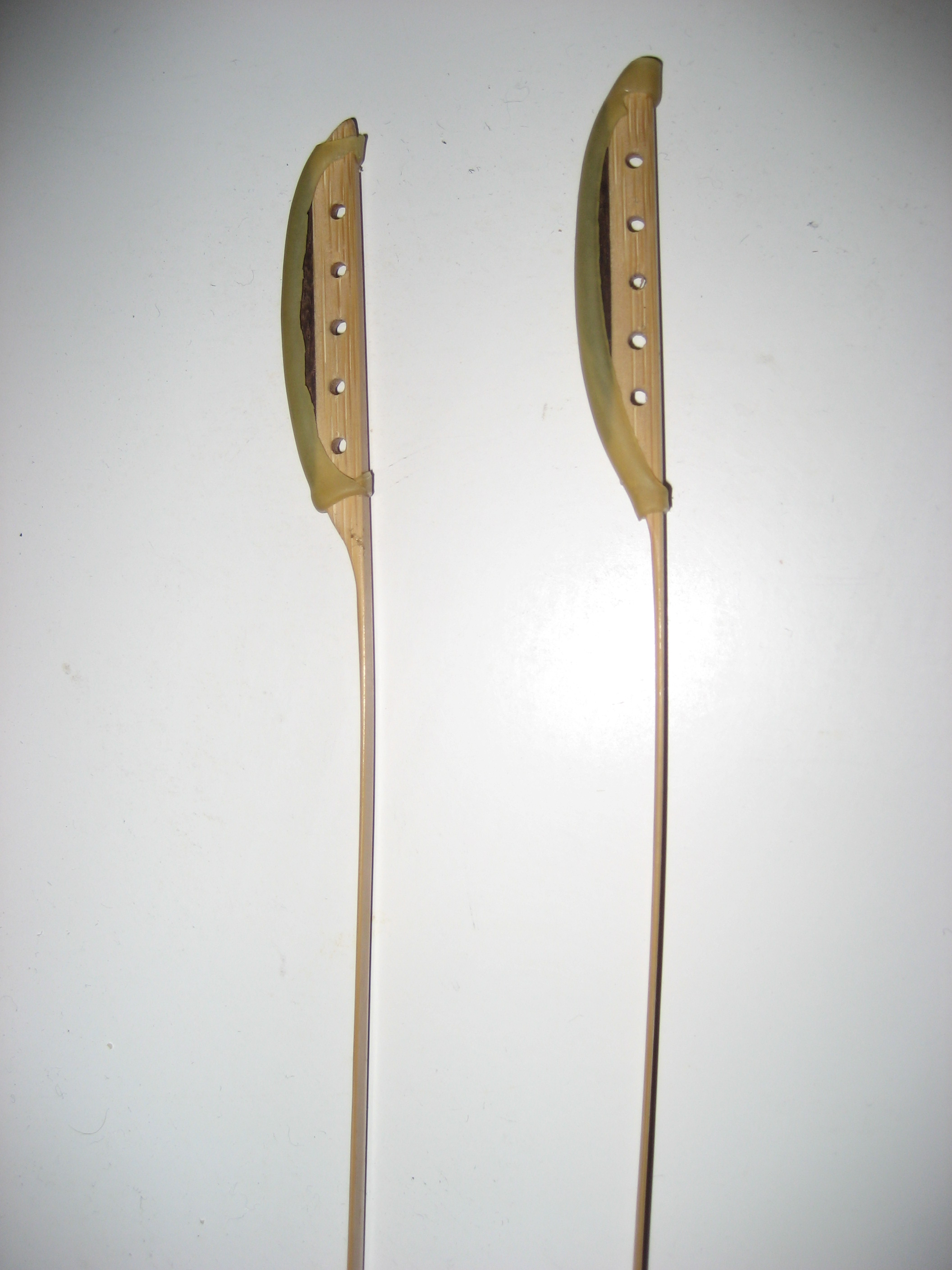
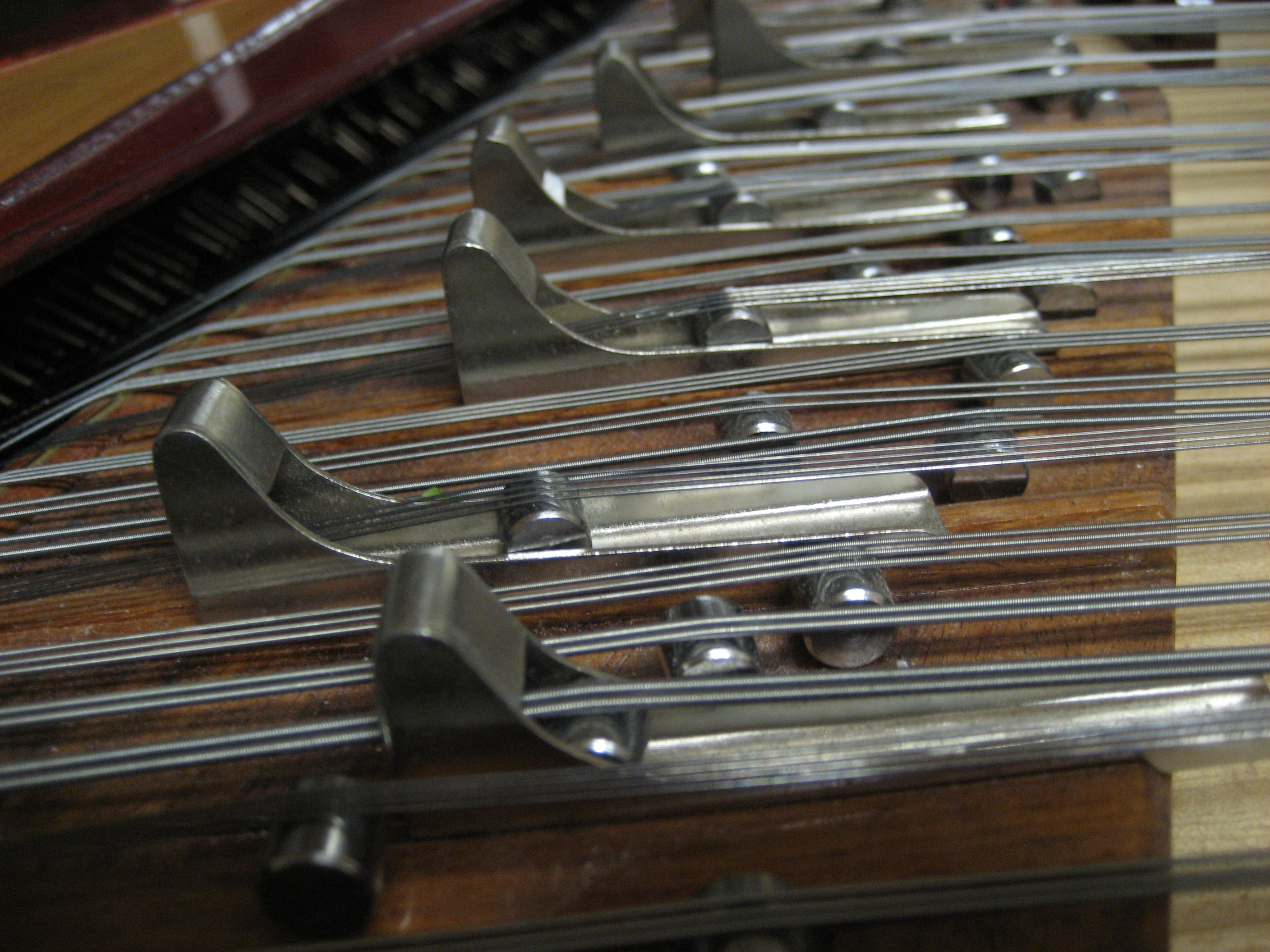
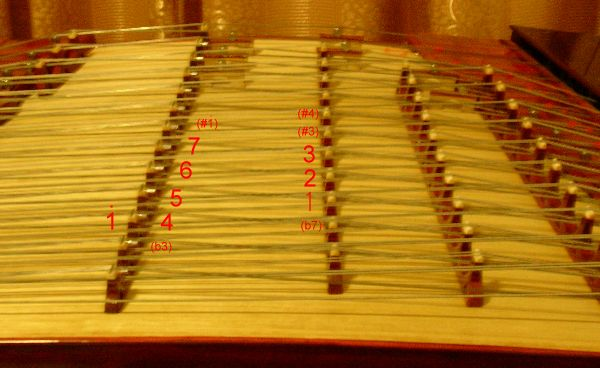